# Bissell Pro Cycling/2008
Deze pagina geeft een overzicht van de wielerploeg Bissell Pro Cycling in 2008.

## Algemeen
Sponsor: Bissell
Algemeen manager: Glen Mitchell
Ploegleiders: Mark Olson

## Renners
| Naam               | Geboortedatum | Nationaliteit    | Ploeg 2007                                        |
| ------------------ | ------------- | ---------------- | ------------------------------------------------- |
| Joao Correia       | 10-02-1975    | Portugal         | neoprof vanaf 01-07                               |
| John Doyle         | 19-08-1987    | Verenigde Staten | neoprof vanaf 01-07                               |
| Richard England    | 09-07-1981    | Australië        | Priority Health Cycling Team presented by Bissell |
| Graham Howard      | 21-02-1985    | Verenigde Staten | Priority Health Cycling Team presented by Bissell |
| Steven Howard      | 14-01-1987    | Verenigde Staten | neoprof                                           |
| Ben Jacques-Maynes | 22-09-1978    | Verenigde Staten | Priority Health Cycling Team presented by Bissell |
| Omer Kem           | 04-10-1982    | Verenigde Staten | Priority Health Cycling Team presented by Bissell |
| Edward King        | 31-01-1983    | Verenigde Staten | Priority Health Cycling Team presented by Bissell |
| Aaron Olson        | 11-01-1978    | Verenigde Staten | T-Mobile Team                                     |
| Garrett Peltonen   | 02-11-1981    | Verenigde Staten | Priority Health Cycling Team presented by Bissell |
| Morgan Schmitt     | 03-01-1985    | Verenigde Staten | Priority Health Cycling Team presented by Bissell |
| Burke Swindlehurst | 03-10-1973    | Verenigde Staten | Toyota-United                                     |
| Jeremy Vennel      | 30-10-1978    | Nieuw-Zeeland    | DFL-Cyclingnews-Litespeed                         |
| Tom Zirbel         | 30-10-1978    | Verenigde Staten | Priority Health Cycling Team presented by Bissell |
| Scott Zwizanski    | 29-05-1977    | Verenigde Staten | Priority Health Cycling Team presented by Bissell |

2005 · 2006 · 2007 · 2008 · 2009 · 2010 · 2011 · 2012